# 4319 Jackierobinson
A 4319 Jackierobinson (ideiglenes jelöléssel 1981 ER14) a Naprendszer kisbolygóövében található aszteroida. Schelte J. Bus fedezte fel 1981. március 1-jén.